# Chu (Staat)

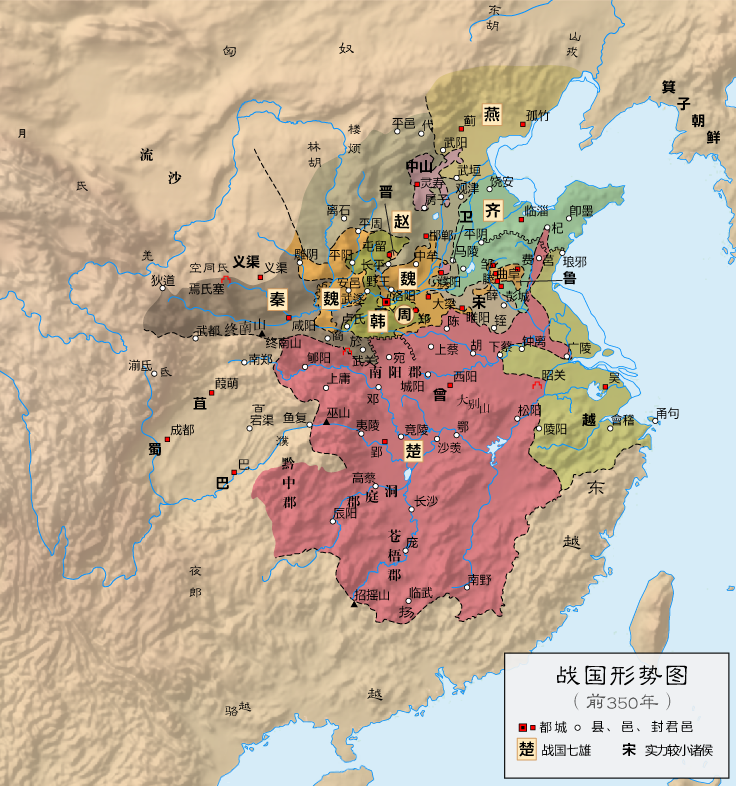
Staaten zur Zeit der Streitenden Reiche. Chu in Rot

Chu (chinesisch 楚, Pinyin Chǔ, W.-G. Ch'u, Altchinesisch *s-r̥aʔ) war ein Königreich im Gebiet des heutigen Süd-China während der Westlichen Zhou-Dynastie (1046 bis 771 v. Chr.), der Zeit der Frühlings- und Herbstannalen (722 bis 481 v. Chr.) und der Zeit der Streitenden Reiche (475 bis 221 v. Chr.). Ursprünglich war das Land als Jing (荆) und nachfolgend als Jingchu (荆楚) bekannt. Die größte Ausdehnung bildete ein umfangreiches Gebiet, einschließlich das der heutigen Provinzen Hunan, Hubei, Chongqing, Henan, und Teilen der Provinz Jiangsu.
Kennzeichnend für den Staat Chu war die auf den chinesischen Schamanismus aufbauende Kultur und Politik. Die Gedichtesammlung Chuci, welche als das früheste vollkommene schriftliche Zeugnis der schamanistischen Kultur Zentralasiens gilt, entstand im Staat Chu.

## Historische Überlieferung

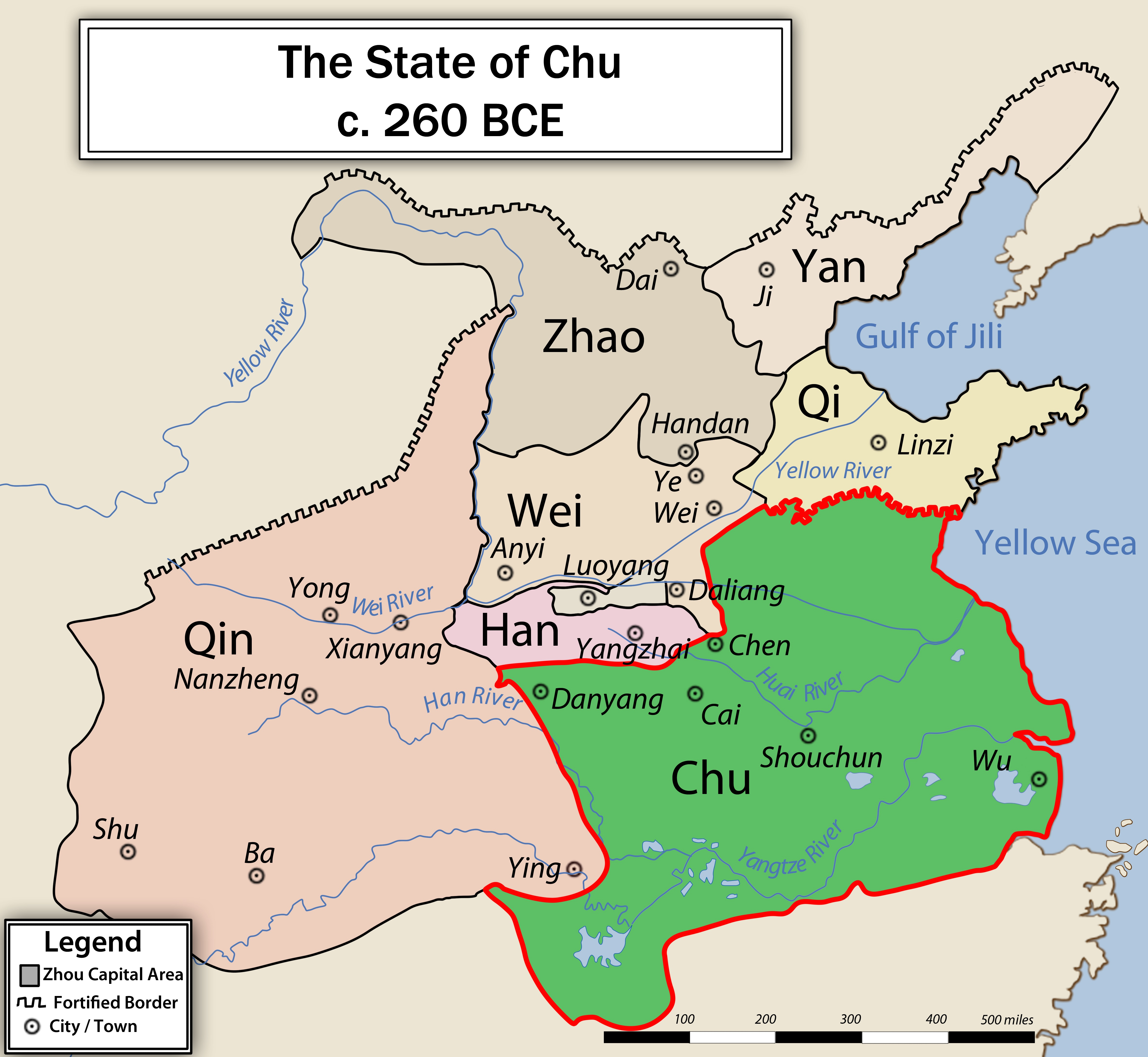
Lage des Staates Chu um 260 v. Chr.

Als erstem Vasallen der Zhou-Könige gelang es dem Fürst Chu Wuwang (König Wu von Chu) im Jahr 703/704 vor Christus, sich selbst dauerhaft als König zu etablieren und sich damit gleichrangig zum Herrscher der regierenden Zhou-Dynastie zu machen. Hintergrund dafür war die Lage des nie voll unterworfenen, teilautonomen Flächenlandes im südlichsten Teil des Zhou-Herrschaftsbereichs. Historiker erklären diese Selbsterhöhung mit diplomatischen Schwierigkeiten, welche der Zi (子, übersetzt meist als Vizegraf) von Chu mit seinen südlichen Nachbarn gehabt haben müsse. Führer jener nichtchinesischen Regionen und Stammestümer bezeichneten sich ebenfalls als Könige. Nachdem dem Fürsten von Chu ein gebührender Rang (etwa der eines Gongs) durch die regierenden Zhou jahrzehntelang trotz inständigen Bittens verweigert worden war, sei die Königs-Ernennung weniger als Akt der Rebellion gegen die Zhou-Könige zu verstehen, denn als Bemühung, sich den Respekt der Vasallen und Nachbarreiche zu erhalten. Für lange Zeit blieb Chu das einzige chinesische Fürstentum, welches von einem dem Zhou-König formell gleichrangigen Herrscher regiert wurde, und beanspruchte auch bald in vielerlei weiteren politischen Gesten den Status eines unabhängigen Staates, der nicht länger Vasall der Zhou sei. Erst zur Zeit der Streitenden Reiche wagten es weitere mächtige Gongs, sich ebenfalls als Könige zu bezeichnen, angefangen in der Mitte des 6. Jahrhunderts in den Staaten Wu und Yue.
Das südliche Chu war damit seit Beginn der Frühlings- und Herbstannalen eine stetige Bedrohung für die brüchigen Bündnispartner rund um den Zhou-Hof des Nordens. Chu blieb darum auch lange einer der mächtigsten Staaten Chinas; der spätere König Zhuang (um die Jahrhundertwende 600 v. Chr.) wird meist zu den Fünf Hegemonen gezählt und somit zu den Garanten für die Aufrechterhaltung der feudalen Ordnung Chinas in dieser Zeit.
Chu wurde dafür bekannt, seine Verbündeten und Vasallen (zumeist kleine bis sehr kleine Staaten in seinen Randgebieten) zu annektieren und auf diese Weise seinen direkten Herrschaftsbereich langsam auszudehnen. Dazu gehörten (alle Jahreszahlen vor Christus): E (863), Quan (704), Luo (690), Shen und Xi (zwischen 688 und 680), Deng (678), Huang (648), Dao (nach 643), Jiang (623), Liao und Lù (622), Ruo (nach 622), Yong (611), Shuliao (601), Sui (nah 506), Shuyong (574), Lai (538), Xu (512), Chen (479), Cai (447), Qi (445), Ju (431), Pi (nach 418), Zou, Yue (334) und Lu (249).
223 wurde Chu im Zuge der Reichseinigung als einer der letzten chinesischen Staaten durch Qin erobert.

### Hauptstädte
In den 1200 Jahren des Bestehens von Chu wurde die Hauptstadt mehrfach verlegt. Zunächst befand sich die Hauptstadt in Danyang (丹阳), anschließend in Yanying (鄢郢), Jiying (纪郢), Chenying (陈郢), Shouying (寿郢), und schlussendlich in Pengcheng (彭城); verlinkt sind die heutigen Namen der jeweiligen Standorte.

## Archäologischer Befund

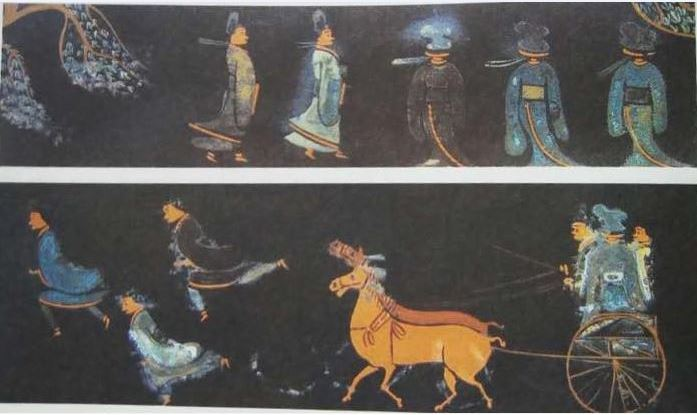
Eine Lackmalerei aus dem Jingmen-Grab (荊門楚墓) des Staates Chu, die Männer in den Vorläufern des Hanfu darstellen. (d. h. traditionelle Seidenkleidung) und in einem zweispännigen Streitwagen

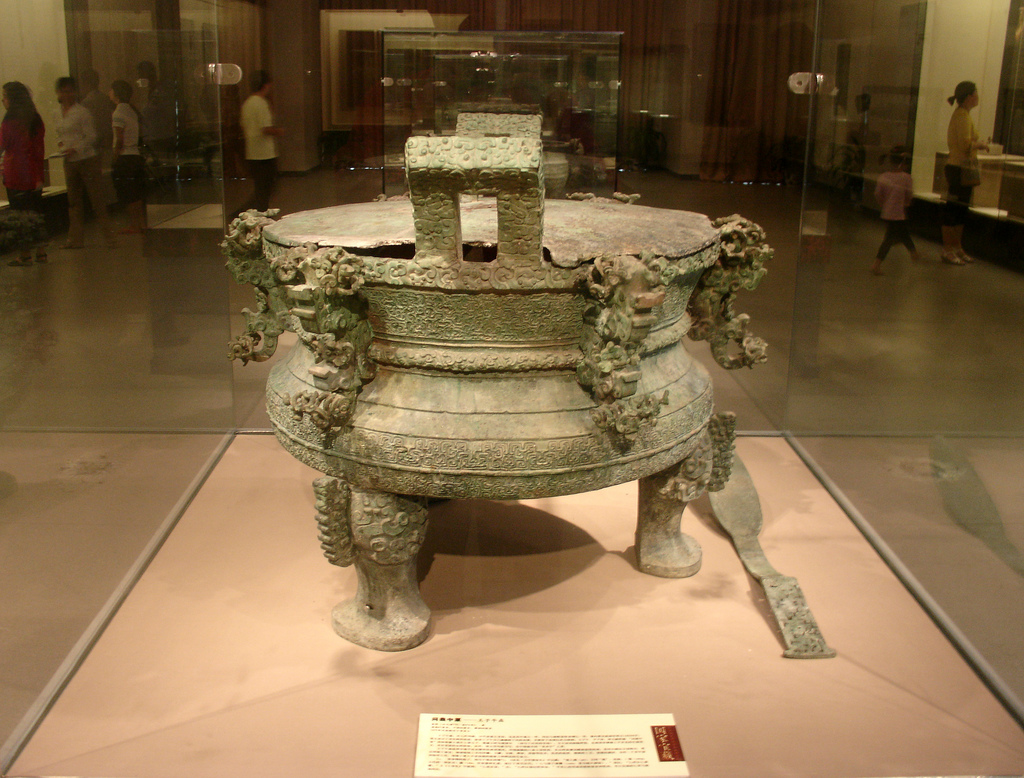
Eines der ausgegrabenen Ding-Gefäße (ein traditioneller chinesischer Kultgegenstand), ausgestellt im Henan-Museum

Archäologisch wurde durch Auswertung von Grabgestaltung und -beigaben erwiesen, dass der Staat Chu um 600 v. Chr., also in der mittleren Zeit der Frühlings- und Herbstannalen, hinsichtlich seiner Sitten und Kultur voll unter dem Einfluss der Zhou-Könige stand, während seine Führer zugleich politische Souveränität und Gleichrangigkeit zu den Zhou beanspruchten. Ob die Chu-Herrscher und ihre Kultur allerdings einer einheimischen Führerschaft entstammten oder aber ob und unter welchen Umständen sie aus dem Zhou-Reich im Norden gekommen waren, ließ sich bislang nicht feststellen. Auch die erste Hauptstadt Danyang ist bislang nicht gefunden worden.

### Ausgrabungsstätten
Es existieren heutzutage mehrere Ausgrabungsstätten, in denen Artefakte des Staates Chu gefunden wurden. Bei den beiden größten handelt es sich um:
- Die Gruppe alter Gräber am Xia-Tempel (chinesisch 下寺古墓群, Pinyin Xià sì gǔ mù qún; auch chinesisch 淅川下寺春秋楚墓群, Pinyin Xīchuān xià sì chūnqiū chǔ mù qún genannt): Eine Sammlung von Gräbern des Chu-Adelsgeschlechts der mittleren und späten Zeit der Frühlings- und Herbstannalen, welche 1978 entdeckt wurde.[7] Insgesamt wurden 25 Gräber und 5 Wagengruben ausgegraben, sowie mehr als 6.000 Grabbeigaben aus Bronze und Jade.[8] Der Premierminister des Chu Staats Zigeng ist dort begraben worden. Die gesamte Grabfläche erstreckt sich über 100.000 Quadratmeter.[9] Die Ausgrabungsstätte befindet sich im heutigen Kreis Xichuan in der Provinz Hunan.

- Die Gruppe der Mönchsgräber und der Xu-Familie (chinesisch 淅川和尚岭与徐家岭楚墓群, Pinyin Xīchuān héshàng lǐng yǔ xújiālǐng chǔ mù qún): Zwei sehr nahe beieinander liegende Gräbergruppen, welche zusammengenommen nach den Gräbern am Xia-Tempel die zweitgrößte Gruppe an entdeckten Gräbern des Chu-Adelsgeschlechts bilden. Eine große Anzahl an Bronze-Artefakten wurden ebenfalls gefunden. Die Ausgrabungsstätte liegt unweit der Gräbern am Xia-Tempel, ebenfalls im heutigen Kreis Xichuan, Hunan. 1992 und 2007 wurden die Grabstätten in die Liste der Top Ten der archäologischen Entdeckungen in China vom Staatlichen Büro für Denkmalschutz aufgenommen. Die Erkenntnisse aus den Ausgrabungen wurden als von höchster Relevanz für das Verständnis der Entwicklung, Geschichte und Kultur (insbesondere das stark ausgeprägte Ritual- und Musiksystem sowie die alte Schrift und Kalligraphie) des Staates Chu, als auch für Erkenntnisse über die Beziehungen zu den umliegenden Vasallenstaaten eingestuft.[10]

## Sprache
Obwohl Bronzeinschriften aus dem Staat Chu kaum schriftsprachliche Unterschiede zu der in der Zentralchinesische Ebene verwendeten Sprache (雅言,  yǎyán – „Elegante Sprache“) zur Zeit der Östlichen Zhou-Dynastie aufweisen, wird seit langem angenommen, dass die in Chu gesprochene Varietät des Altchinesischen lexikalische Entlehnungen und syntaktische Interferenzen aus nicht-sinitischen Substraten reflektiert. Im Zuozhuan wird jedoch berichtet, dass es so große Unterschiede in der gesprochenen Sprache der Chu und den Varietäten in der Zentralchinesische Ebene gab, dass die Kommunikation mit Chu Soldaten schwierig war.
Es besteht die Hypothese, dass die Sprache der Chu die genannten Entlehnungen möglicherweise im Zuge einer Südwanderung in das vermuteten Ursprungsgebiet der Kra-Tai oder (Para-)Hmong-Mien in Südchina, erworben hat.
Es existieren konkurrierende Hypothesen über ihre genealogische Zugehörigkeit der Sprache der Chu:
- Überbleibsel frühchinesischer Dialekt, ursprünglich aus dem Norden Chinas[17]
- Austroasiatisch (Norman & Mei 1976, Boltz 1999)
- Hmong-Mienisch (Erkes 1930, Long & Ma 1983, Brooks 2001, Sagart et al. 2005)[18]
- Tai-Kadaisch (Liu Xingge 1988, Zheng-Zhang Shangfang, 2005)
- Tibeto-Burmanisch (Zhang Yongyan 1992, Zhou Jixu 2001)
- Mischung aus Austroasiatisch oder Hmong-Mienisch (Pullyblank 1983)
- Mischung aus Austroasiatisch und Tibeto-Burmanisch (Schuessler 2004, 2007)
- Unbekannt

Möglicherweise handelt es sich bei dem Nachnamen Mi (芈), den die Herrscherfamilie trug, um ein Wort, welches ursprünglich aus der Chu Sprache stammt und "Bär" bedeutet.

## Herrscher

### Frühe Herrscher
1. Ji Lian (季連), verheiratet mit Bi Zhui (妣隹), Enkelin des Shang-Dynastie-Königs Pan Geng; nahm Mi (芈) als Ahnennamen an[19]
2. Ying Bo (𦀚伯), Sohn von Jilian
3. Yu Xiong (鬻熊), regierte 11. Jh. v. Chr.: auch Xuexiong genannt (穴熊), Lehrer von König Wen von Zhou
4. Xiong Li (熊麗), regierte 11. Jh. v. Chr.: Sohn von Yuxiong, erste Verwendung des Ahnennamen Yan (酓), später geschrieben als Xiong (熊)
5. Xiong Kuang (熊狂), regierte im 11. Jh. v. Chr.: Sohn des Xiong Li

### Monarchen
1. Xiong Yi (熊繹), regierte 11. Jh. v. Chr.: Sohn von Xiong Kuang, belehnt von König Cheng von Zhou
2. Xiong Ai (熊艾), regierte ca. 977 v. Chr.: Sohn von Xiong Yi, besiegte und tötete König Zhao von Zhou
3. Xiong Dan (熊䵣), regierte ca. 941 v. Chr.: Sohn von Xiong Ai, besiegte König Mu von Zhou
4. Xiong Sheng (熊勝), Sohn von Xiong Dan
5. Xiong Yang (熊楊), jüngerer Bruder von Xiong Sheng
6. Xiong Qu (熊渠), Sohn von Xiong Yang, gab den Titel König an seine drei Söhne
7. Xiong Kang (熊康), Sohn von Xiong Qu.[20][21]
8. Xiong Zhi (熊摯), Sohn von Xiong Kang, dankte wegen Krankheit ab[21][22]
9. Xiong Yan (älter) (熊延), regierte ?–848 v. Chr.: jüngerer Bruder von Xiong Zhi
10. Xiong Yong (熊勇), regierte 847–838 v. Chr.: Sohn von Xiong Yan
11. Xiong Yan (jünger) (熊嚴), regierte 837–828 v. Chr.: Bruder von Xiong Yong
12. Xiong Shuang (熊霜), regierte 827–822 v. Chr.: Sohn von Xiong Yan
13. Xiong Xun (熊徇), regierte 821–800 v. Chr.: jüngster Bruder von Xiong Shuang
14. Xiong E (熊咢), regierte 799–791 v. Chr.: Sohn von Xiong Xun
15. Ruo'ao (若敖) (Xiong Yi 熊儀), regierte 790–764 v. Chr.: Sohn von Xiong E
16. Xiao'ao (霄敖) (Xiong Kan 熊坎), regierte 763–758 v. Chr.: Sohn von Ruo'ao
17. Fenmao (蚡冒) (Xiong Xuan 熊眴), regierte 757–741 v. Chr.: Sohn von Xiao'ao

### Könige
1. König Wu von Chu (楚武王) (Xiong Da 熊達), regierte 740–690 v. Chr.: entweder jüngerer Bruder oder jüngster Sohn von Fenmao, ermordete Sohn von Fenmao und usurpierte den Thron. Erklärte sich zum ersten König von Chu.
2. König Wen von Chu (楚文王) (Xiong Zi 熊貲), regierte 689–677 v. Chr.: Sohn von König Wu, verlegte die Hauptstadt nach Ying
3. Du'ao (堵敖) oder Zhuang'ao (莊敖) (Xiong Jian 熊艱), regierte 676–672 v. Chr.: Sohn von König Wen, getötet von jüngerem Bruder, dem zukünftigen König Cheng
4. König Cheng von Chu (楚成王) (Xiong Yun 熊惲), regierte 671–626 v. Chr.: Bruder von Du'ao. Niederlage gegen den Staat Jin in der Schlacht von Chengpu. Ehemann von Zheng Mao. Er wurde von seinem Sohn ermordet, dem zukünftigen König Mu.
5. König Mu von Chu (楚穆王) (Xiong Shangchen 熊商臣) regierte 625–614 v. Chr.: Sohn von König Cheng
6. König Zhuang von Chu (楚莊王) (Xiong Lü 熊侶) regierte 613–591 v. Chr.: Sohn von König Mu. Besiegte den Staat Jin in der Schlacht von Bi und wurde als Hegemon anerkannt.
7. König Gong von Chu (楚共王) (Xiong Shen 熊審) regierte 590–560 v. Chr.: Sohn des Königs Zhuang. Wurde vom Staat Jin in der Schlacht von Chengpu besiegt.
8. König Kang von Chu (楚康王) (Xiong Zhao 熊招) regierte 559–545 v. Chr.: Sohn des Königs Gong
9. Jia'ao (郟敖) (Xiong Yuan 熊員) regierte 544–541 v. Chr.: Sohn von König Kang, ermordet von seinem Onkel, den zukünftigen König Ling.
10. König Ling von Chu (楚靈王) (Xiong Wei 熊圍, geändert in Xiong Qian 熊虔) regierte 540–529 v. Chr.: Onkel von Jia'ao und jüngerer Bruder von König Kang, wurde von seinen jüngeren Brüdern gestürzt und beging Selbstmord.
11. Zi'ao (訾敖) (Xiong Bi 熊比) regierte 529 v. Chr. (weniger als 20 Tage): jüngerer Bruder von König Ling, beging Selbstmord.
12. König Ping von Chu (楚平王) (Xiong Qiji 熊弃疾, geändert in Xiong Ju 熊居) regierte 528–516 v. Chr.: jüngerer Bruder von Zi'ao, verleitete Zi'ao zum Selbstmord.
13. König Zhao von Chu (楚昭王) (Xiong Zhen 熊珍) regierte 515–489 v. Chr.: Sohn von König Ping. Nachdem der Staat Wu Hauptstadt Ying eroberte, floh er in den Staat Sui.
14. König Hui von Chu (楚惠王) (Xiong Zhang 熊章) regierte 488–432 v. Chr.: Sohn von Königs Zhao. Er eroberte die Staaten Cai und Chen. Im Jahr vor seinem Tod starb Marquis Yi von Zeng, daher ließ er eine Gedenkglocke anfertigen und nahm an der Beerdigung des Marquis in Suizhou teil.
15. König Jian von Chu (楚簡王) (Xiong Zhong 熊中) regierte 431–408 v. Chr.: Sohn von König Hui
16. König Sheng von Chu (楚聲王) (Xiong Dang 熊當) regierte 407–402 v. Chr.: Sohn von König Jian
17. König Dao von Chu (楚悼王) (Xiong Yi 熊疑) regierte 401–381 v. Chr.: Sohn von König Sheng. Er machte Wu Qi zum Kanzler und reformierte die Regierung und Armee von Chu.
18. König Su von Chu (楚肅王) (Xiong Zang 熊臧) regierte 380–370 v. Chr.: Sohn von König Dao
19. König Xuan von Chu (楚宣王) (Xiong Liangfu 熊良夫) regierte 369–340 v. Chr.: Bruder von König Su. Besiegte und annektierte den Staat Zuo um 348 v. Chr.
20. König Wei von Chu (楚威王) (Xiong Shang 熊商) regierte 339–329 v. Chr.: Sohn von König Xuan. Besiegte und teilte mit dem Staat Qi den Staat Yue auf.
21. König Huai von Chu (楚懷王) (Xiong Huai 熊槐) regierte 328–299 v. Chr..: Sohn von König Wei. Wurde vom Staat Qin betrogen und als Geisel gehalten bis zum Tod 296 v. Chr.
22. König Qingxiang von Chu (楚頃襄王) (Xiong Heng 熊橫) regierte 298–263 v. Chr.: Sohn von König Huai. Als Prinz wurde einer seiner älteren Tutoren am späteren Ausgrabungsort der Guodian-Bambustexte in Hubei begraben. Während seiner Herrschaft wurde die Chu-Hauptstadt Ying von Qin erobert und geplündert.
23. König Kaolie von Chu (楚考烈王) (Xiong Yuan 熊元) regierte 262–238 v. Chr.: Sohn von König Qingxiang. Verlegte die Hauptstadt nach Shouchun.
24. König You von Chu (楚幽王) (Xiong Han 熊悍) regierte 237–228 v. Chr.: Sohn von König Kaolie.
25. König Ai von Chu (楚哀王) (Xiong You 熊猶 oder Xiong Hao 熊郝) regierte 228 v. Chr.: Bruder von König You, getötet von Fuchu
26. König Fuchu von Chu (楚王負芻) (熊負芻 Xiong Fuchu) regierte 227–223 v. Chr.: Bruder von König Ai. Wurde von Qin-Truppen gefangen genommen und abgesetzt
27. Fürst Changping (昌平君) regierte 223 v. Chr. (Chu von Qin erobert): Bruder von Fuchu, getötet im Kampf gegen Qin

### Weitere Herrscher aus dem Staat Chu
- Chen Sheng (陳勝) als König Yin von Chu (楚隱王) regierte 210–209 v. Chr.
- Jing Ju (景駒) als König Jia von Chu 楚假王 (Jia für fake) regierte 209–208 v. Chr.
- Xiong Xin (熊心) als Kaiser Yi von Chu (楚義帝) (ursprünglich König Huai II 楚後懷王) regierte 208–206 v. Chr.: Enkel oder Urenkel von König Huai
- Xiang Yu (項羽) als Hegemon-König von West-Chu (西楚霸王) regierte 206–202 v. Chr.

## Weitere bedeutende Personen
- Qu Yuan, vermuteter Autor des Chuci, erste historisch fassbare Dichterpersönlichkeit der chinesischen Geschichte, beging Selbstmord
- Fürst Chunshen, einer der vier Herrscher der Streitenden Reiche
- Xiang Yu, König des westlichen Chu, der die Qin in der Schlacht von Julu besiegte und mit Liu Bang im Chu-Han-Streit rivalisierte
- Liu Bang, später Bürger der Qin-Dynastie und dann Gründer der Han-Dynastie
- Königinwitwe Xuan (宣太后), Mutter und Regentin des Qin-Königs Zhaoxiang, erste historisch belegte weibliche Herrscherin der chinesischen Geschichte[23]

## Rezeption in Populärkultur

### TV-Serien
- The Qin Empire II: Alliance (2012) und The Qin Empire III (2017): Thematisiert unter anderem die Eroberung von Chu durch Qin
- The Legend of Mi Yue (2015): Leben der Königinwitwe Xuan mit Sun Li in der Hauptrolle